# Etmopterus splendidus
Etmopterus splendidus is een vissensoort uit de familie van de Etmopteridae (Etmopteridae). De wetenschappelijke naam van de soort is voor het eerst geldig gepubliceerd in 1988 door Yano.